# Trabendo Sessions
Les Trabendo Sessions sont des émissions de télévision musicales produites par Séquence SDP, diffusées sur Virgin 17 et enregistrées au Trabendo à Paris. Dans une atmosphère intime, l'artiste invité donne un concert privé en exclusivité pour un public de privilégiés. La première émission a eu lieu le 30 septembre 2005 avec la participation de Zazie. Elles ont été remplacées par les Virgin 17 Sessions.

## Artistes invités en "Trabendo Sessions"
- Abd-Al-Malik le 29 octobre 2006.
- Arthur H le 7 novembre 2005.
- Asa le 4 mai 2008.
- Astonvilla le 8 février 2006.
- Avril Lavigne le 27 mars 2007.
- Ben Harper le 28 février 2006.
- Cali le 28 septembre 2005.
- Cassius le 6 décembre 2006
- Cocoon le 28 janvier 2009.
- Corneille le 7 février 2006.
- Daniel Darc le 15 novembre 2008.
- Da Silva le 6 février 2006.
- Diam's le 2 mars 2006.
- Eiffel le 18 février 2007.
- Elodie Frégé le 21 février 2007.
- Emilie Simon le 3 mars 2006.
- Grégoire le 17 novembre 2008.
- Feist le 12 décembre 2005.
- Hocus Pocus le 14 janvier 2008.
- I'm from Barcelona le 23 mars 2007.
- Jeanne Cherhal le 4 décembre 2006.
- Kaiser Chiefs le 8 mai 2007.
- Katerine le 11 décembre 2005.
- Keren Ann le 30 août 2007.
- Kery James le 6 mai 2008.
- Killerpilze le 12 janvier 2008.
- Les Vedettes le 16 novembre 2008.
- Les Wampas le 25 mai 2006.
- Luke le 29 août 2007.
- Mademoiselle K le 28 août 2007.
- Mickey 3D le 8 novembre 2005.
- M Pokora le 6 mai 2008.
- Naast le 19 février 2007.
- Nouvelle Vague le 20 mars 2007.
- Noyau dur le 1er mars 2006.
- Olivia Ruiz le 30 octobre 2006.
- Oxmo Puccino le 26 septembre 2006.
- Pascale Picard le 16 novembre 2008.
- Pep's le 29 janvier 2009.
- Plastiscines le 20 février 2007.
- Psy4 De La Rime le 10 novembre 2005.
- Razorlight le 5 décembre 2006.
- Saian Supa Crew le 12 décembre 2005.
- Sinik le 26 mai 2006 et le 6 juin 2008.
- Superbus le 26 octobre 2006.
- The Hoosiers le 30 avril 2008.
- The Rapture le 27 septembre 2006.
- The Wedding Present le 27 mai 2006.
- Thierry Amiel le 22 février 2007.
- Thomas Dutronc le 30 janvier 2009.
- Tokio Hotel le 9 mai 2007.
- Tété le 25 septembre 2006.
- Tunisiano le 5 mai 2008.
- Vincent Delerm le 31 octobre 2006.
- Yael Naim le 17 juin 2008.
- Yelle le 15 juin 2008.
- Zazie le 30 septembre 2005.

## Artistes invités en "Street Sessions"
Les Street Sessions sont des numéros de Trabendo Sessions tournés spécialement pour les musiques urbaines sur Virgin 17 en 2007. Artistes invités :
- El Matador le 27 novembre 2007.
- Faf Larage le 4 septembre 2007.
- IAM le 29 avril 2007.
- Magic System le 26 novembre 2007.
- Soprano le 29 avril 2007
- Vitaa le 26 novembre 2007.
- Youssoupha le 4 septembre 2007.